# Уокер, Джордж (актёр)
Джордж Уокер (англ. George Walker, 1873 или 1873–1911) — американский комик, актёр водевилей, танцор, музыкальный продюсер. В 1893 году в Сан-Франциско Уокер в возрасте 20 лет познакомился с Бертом Уильямсом, который был на год моложе. Артисты стали партнёрами по выступлениям. Дуэт Williams & Walker принимал участие в мюзиклах «Золотой жук» (1895), «Сыны Хама» (1900), «В Дагомею» (1903), «Абиссиния» (1906) и «Земля банданы» (1907).   Афроамериканский историк и общественный деятель Уильям Дюбуа писал:
Когда в спокойные дни размышлений о борьбе за расовое равенство мы оглядываемся назад... мы выделим для высшей похвалы тех, кто смешил мир: Боб Коул, Эрнест Хоган, Джордж Уокер и, прежде всего, Берт Уильямс. Ибо это была улыбка, которая парила над кровью и трагедией; легкая маска счастья, скрывающая разбитые сердца и ожесточенные души.

## Биография
Джордж Уокер родился в городе Лоренс (Канзас) в 1873 (по другим источникам в 1872) году, точная дата рождения неизвестна. С подросткового возраста участвовал в театральных постановках, позже — в менестрель-шоу, где исполнял комические монологи, пел, танцевал. В 1893 году встретился с Бертом Уильямсом, в дуэте с которым проработал до конца своих дней.

### Williams & Walker
Уокер познакомился с Бертом Уильямсом в 1893 году, когда ему было 20 лет. Берт Уильямс с родителями приехал в Соединенные Штаты с Багамских островов ещё ребёнком. В десять лет его семья переехала в Риверсайд, штат Калифорния, где он учился в средней школе. После этого Уильямс отправился в Сан-Франциско, где присоединился к путешествующему по Западному побережью шоу менестрелей «Менестрели-мастодонты Мартина и Селига», рассказывая там анекдоты и исполняя песни под банджо. Уокер присоединился к шоу, и вскоре они уже работали бок о бок на «Мастодонтов» за семь долларов в неделю.
Молодые люди решили разрушить стереотипы водевиля и сыграть против своей внешности. Обладая более светлой кожей и прекрасным голосом Уильямс должен был выступать как «straight man» (амплуа в англоязычном театре — серьёзный мужчина, постоянно выставляющий партнёра глупцом). Уильямс был очень талантлив и прекрасно играл на всех инструментах. У Уокера же была более темная кожа, и он был отличным комиком и танцором. Ожидалось, что именно он будет «валять дурака». Но позже они поняли, что станут намного смешнее, если поменяются ролями. Уокер воплощал образ «straight man», не использовал грима, одевался стильно и дорого, а Уильямс превратился в неуклюжего, печального, комичного «болвана» в типичном гриме блэкфейс
Для хорошего творческого старта дуэту нужен был интересный номер, вписывающийся в программу водевилей тех лет. Белые исполнители, работающие в стиле блэкфейс, называли себя Енотами (англ. Coons — унизительное обозначение чернокожего человека) Уильямс и Уокер решили позиционировать себя как «Два настоящих енота». В 1896 году они появились в нью-йоркской постановке «Золотой жук». Сезон вышел непродолжительным, постановка не получила хороших отзывов. Но их нанял другой театр на продолжительный срок — двадцать восемь недель. За это время они значительно популяризировали кекуок, танец ставший очень популярным в высшем обществе Нью-Йорка. Следующим их проектом стал мюзикл «Сыны Хама», в который вошла песня под названием «I'm a Jonah Man» (рус. Я — Иона), ставшая «торговой маркой» Уильямса на многие годы.
Когда Уильямс и Уокер начали выступать вместе, им приходилось удовлетворять спрос аудитории, а она была преимущественно белой. Дуэт начал показывать традиционный кекуок (англ. cakewalk, букв. «прогулка с пирогом») — танец времён рабства. Его основой были танцы Западной Африки, которые обычно исполняются во время праздников урожая. Пары образовывали круг, прогуливались, танцевали с вёдрами воды на головах под звуки банджо и хлопки в ладоши. Победившая пара получила призовую выпечку и совершала с ней парадный выход. Когда Уильямс и Уокер работали над «прогулкой с тортом» танец имел множество вариаций, среди которых была завуалированная комическая пародия на высокопарные, но суетливые танцы белых хозяев. Благодаря их варианту кекуок начали танцевать на сценических площадках, выставках, конкурсах и в бальных залах. В конечном итоге мода распространилась через Соединенные Штаты в Европу. 

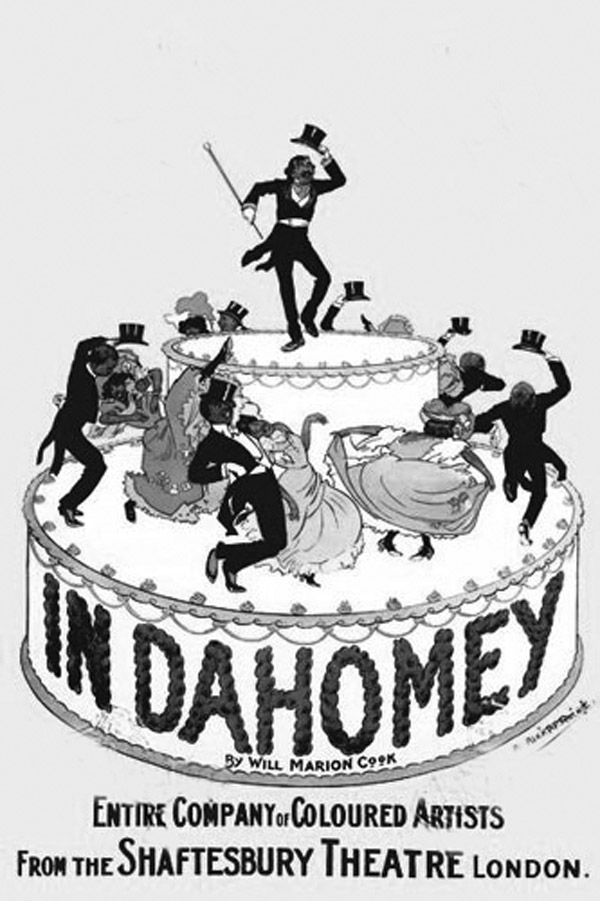
Афиша гастрольного тура в Великобритании (1903)

Партнёры хотели максимально использовать африканские темы и персонажи в американском шоу бизнесе. Такая возможность вскоре появилась. Уильямс и Уокер с композитором Уиллом Марионом Куком, либреттистом Джесси Шипом и поэтом Полом Лоуренсом Данбаром создали музыкальную комедию «В Дагомею», первый полнометражный спектакль, вышедший на Бродвее, полностью исполненный чернокожими. В отличие от водевильных шоу, у него была чёткая сюжетная линия, хотя песни часто были с ней слабо связаны. Некоторые критики предполагают, что сюжеты более поздних комедийных фильмов из цикла «Дорога на...» Бинга Кросби и Боба Хоупа были вдохновлены шоу Уильямса и Уокера. Это шоу имело такой большой успех, что получило отличные отзывы в Лондоне и гастролировало по Соединенному Королевству и, в том числе, было показано королевской семье.

### Деловая активность. КлубThe Frogs.
Уильямс и Уокер хотели создать высокопрофессиональный во всех отношениях театр. Они создавали дорогие декорации, шили элегантные костюмы не хуже, чем в белых театрах. У них было отличное освещение и тщательно подобранный реквизит. Уокер был более подкованным в вопросах организации бизнеса и выполнял большую часть управленческих функций. Кроме того, он хотел повысить профессионализм чёрного театра. В 1906 году Уильямс и Уокер организовали сообщество афроамериканских актёров The Negro's Society .   

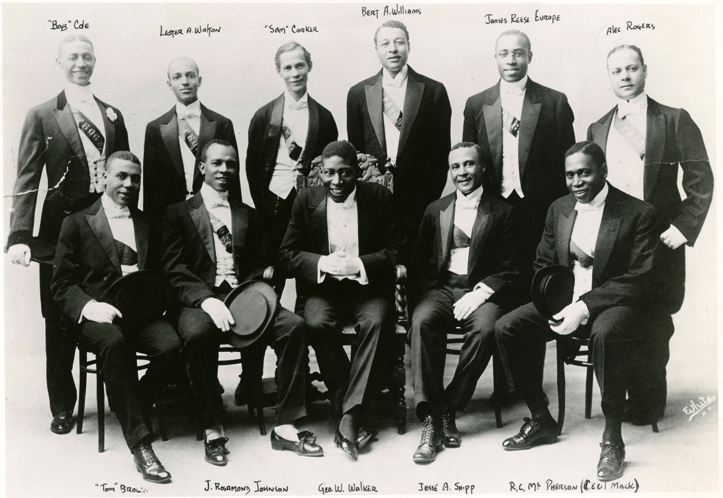
Одиннадцать основателей клуба The Frogs

В 1908 году Уокер основал клуб The Frogs (рус. Лягушки), профессиональную организацию афроамериканских артистов. Это было место, где чернокожие актёры и музыканты могли общаться, чтобы лучше узнать и обсудить творческие замыслы друг друга. Организация проводила мероприятия, включавшие театрализованные выступления, обеды, танцы. Клуб поощрял молодых исполнителей к достижению высоких стандартов в своей сценической работе.   
The Frogs были известны своей благотворительной деятельностью, их высоко ценили, ими восхищались как в Гарлеме, так и в других районах Нью-Йорка и страны в целом. 
Дуэт продюсировал и участвовал ещё в двух успешных проектах: «В Абиссинии» и «Земля бандан». В середине сезона 1908—1909 годов Уокер заболел, он начал заикаться и страдать от нарушений речи и потери памяти. Это были симптомы сифилиса. Уокер умер 6 января 1911 года в лечебнице на Лонг-Айленде и был похоронен на кладбище Оук-Хилл в своём родном городе Лоуренс, штат Канзас.